# Ahnenpass

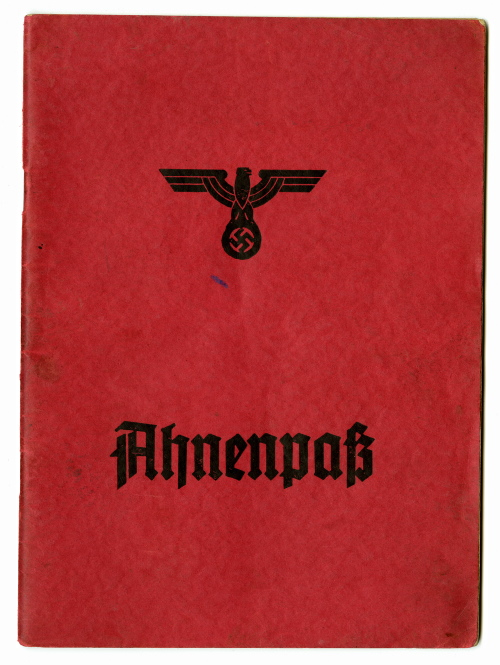
Kaft van een Ahnenpass.

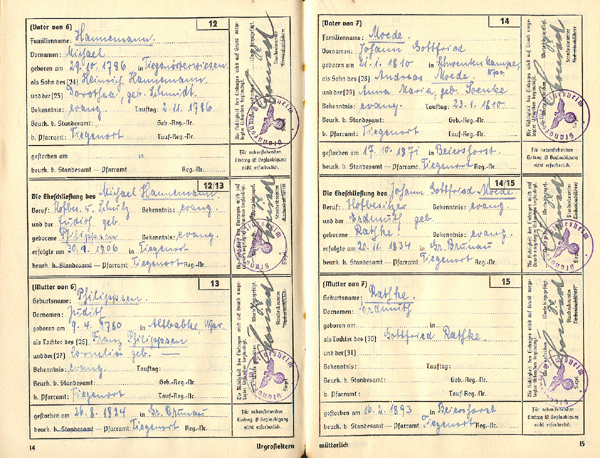
Inhoud van een Ahnenpass.

De Ahnenpass (letterlijk: "voorouderpaspoort") was een document dat de Arische afstamming van burgers van nazi-Duitsland documenteerde en bewees. Het was een van de vormen van het Arische certificaat (Duits: Ariernachweis).
De term "Arisch" in deze context werd gebruikt in die betekenis, algemeen geaccepteerd in het wetenschappelijk racisme van die tijd, dat een blank ras bestond dat was onderverdeeld in Semitische, Hamitische en Arische onderrassen, waarbij de laatste overeenkomt met het Indo-Europese etnisch-linguïstische phylum. De facto was het belangrijkste doel een uitgebreide profilering op grond van raskenmerken toe te laten.
Het onderzoek naar de afstamming en de Ahnenpass waren niet verplicht. Het kunnen beschikken over een Ahnenpass werd echter meer en meer een noodzaak om te kunnen overleven in het Derde Rijk. Het was een tijdrovende onderneming om originele documenten te onderzoeken naar geboorte en huwelijk. Veel nazi-volgelingen waren al begonnen met hun afkomst te onderzoeken nog voor dit door de wet vereist was, (kort na de NSDAP aan de macht kwam op 30 januari 1933).
Een belangrijke wet, uitgevaardigd op 7 april 1933 (na de Machtergreifung) werd de Wet voor de Wederinstelling van het Ambtenarenberoep (Duits: Gesetz zur Wiederherstellung des Berufsbeamtentums). Deze vereiste dat alle ambtenaren van "Arische" afkomst waren. De wet definieerde evenwel de term "Arisch" niet en een bijkomende verordening werd uitgevaardigd op 11 april van dat jaar. Dit was tevens de eerste juridische poging van het Derde Rijk was om te definiëren wie een jood was, en wie niet. Het uitvoeringsbesluit volgde de definitie die reeds op het einde van de 19de eeuw in Duitsland en Oostenrijk voorkwam, in wat een Arische Paragraaf (Duits: Arierparagraph) genoemd werd, en werd als volgt geformuleerd:

Als nicht Arisch gilt, wer von nicht arischen, insbesondere jüdischen Eltern oder Großeltern abstammt. Es genügt, wenn ein Elternteil oder ein Großelternteil nicht Arisch ist. Dies ist insbesondere dann anzunehmen, wenn ein Elternteil oder ein Großelternteil der jüdischen Religion angehört hat.

Als niet Arisch geldt, zij die van niet-Arische, vooral Joodse, ouders of grootouders afstammen. Het is reeds wanneer een ouder of grootouder niet-Arisch is, dat de afstamming niet-Arisch is. Dit is in het bijzonder zo te interpreteren wanneer een ouder of grootouder de joodse godsdienst heeft beleden.

De Arische Paragraaf werd later eveneens van toepassing voor advocaten, leraren, artsen, acteurs... Uiteindelijk werd een bewezen Arische afstamming zelfs vereist om middelbare school te volgen of te mogen huwen. De Ahnenpass werd een nuttig instrument bij de uitvoering van de Rassenwetten van Neurenberg. Meestal werd de afstamming tot vier generaties terug onderzocht. De Ahnenpass kosten 0,60 Reichsmark.
De Ahnenpass was niet publiek consulteerbaar; het document werd getoond waar nodig en aan de drager teruggegeven na controle.
Als een gevolg hiervan bloeide het genealogisch onderzoek op in Duitsland tijdens het Derde Rijk. Geestelijken in het verzet hebben vele raciaal vervolgde individuen geholpen door hen te voorzien van valse paspoorten, persoonlijke documenten nodig om te overleven.
De Ahnenpaß vermeldde dat "waar ook ter wereld ze zouden leven" Ariërs "bijvoorbeeld een Engelsman of een Zweed, een Fransman of een Tsjech, een Pool of een Italiaan waren".